# 민성준 (희극인)
민성준(1989년 4월 4일 ~ )은 대한민국의 희극 배우이다.

## 학력
- 충남고등학교

## 방송
- SBS 웃찾사 - 레전드매치
  - 흔들렸던 우정

- KBS 개그콘서트

〈#인스터디그램〉학생 역
〈스카이캔슬〉조 선생 역